# The Quarry
The Quarry (дословно с англ. — «Карьер» или «Добыча») — компьютерная игра в жанрах интерактивного фильма и survival horror, разработанная британской студией Supermassive Games и выпущенная американским издателем 2K Games. Является пятой игрой студии в жанрах интерактивного кино и хоррора, а также во многом является идейным продолжением предыдущей игры Supermassive Games, Until Dawn, изданной в 2015 году. Анонс The Quarry состоялся 17 марта 2022 года, а выход — 10 июня 2022 года для Windows и стационарных игровых консолей PlayStation 4, PlayStation 5, Xbox Series X/S. Российским локализатором проекта выступила компания «СофтКлаб»: помимо перевода текста игра получила русскую озвучку.
Действие The Quarry происходит в вымышленном летнем лагере «Хэкеттс Куори» (дословно с англ. — «Карьер Хэкеттов»), находящимся в северной части штата Нью-Йорк, США, и принадлежащим Криссу Хэкетту (Дэвид Аркетт) и его семейству. Действующими лицами компьютерной игры и играбельными персонажами предстают девять вожатых: Лора (Шиван Уильямс), Макс (Скайлер Джизондо), Джейкоб (Зак Тинкер), Эмма (Хелстон Сейдж), Дилан (Майлз Роббинс), Райан (Джастис Смит), Кейтлин (Бренда Сонг), Ник (Эван Эвагора) и Эбигейл (Ариэль Уинтер). В последний день пребывания вожатых в лагере происходит поломка автомобиля, вследствие чего героям приходится остаться в «Хэкеттс Куори» ещё на одну ночь. Ребята собрались весело провести время перед расставанием, однако с наступлением ночи их неожиданно настигает смертельная опасность в лице оборотней и мрачных окровавленных охотников, и теперь вожатым предстоит продержаться в лагере до утра, чтобы выжить.

## Игровой процесс
Игровой процесс в The Quarry проходит от третьего лица, в режимах одиночной игры или мультиплеера. В ней игрок берёт на себя управление девятью разными подростками, которые должны пережить ночь в летнем лагере «Хэкеттс Куори». Игрок должен принимать различные решения, которые могут изменить развитие персонажа, сюжет и отношения между героями. Все девять персонажей могут умереть к концу игры, и у каждого потенциально есть 10-12 различных способов погибнуть. Разработчики из «Supermassive» ожидают, что сюжет игры продлится около 10 ч., хотя ранняя смерть некоторых персонажей может привести к тому, что игра закончится даже раньше, через 7 ч. Из-за разветвлённого сюжета игра имеет множество концовок, а в конце прохождения игроки получат различные коллекционные карточки, на которых будет изображена судьба каждого персонажа. Как только игрок завершит первое прохождение игры, он разблокирует «Перемотку смерти», что позволит ему отменить три смерти персонажей в каждом последующем прохождении. Однако, если игрок предварительно заказал издание Deluxe Edition, он получит «Перемотку смерти» уже при первом прохождении игры.
В игре имеется режим «Кино», который отключает такие элементы геймплея, как нажатие кнопок, события быстрого времени, прицеливание и стрельба, позволяя игрокам продвигаться в игре с минимальными затратами. Также есть локальный и сетевой мультиплееры. В локальном многопользовательском режиме игроки по очереди управляют различными персонажами, а в сетевом — семь других участвующих игроков могут голосовать при принятии ключевых решений. Игроки смогут принять участие в голосовании, загрузив лишь демо-версию игры.

## Сюжет
Лора Кирни (Шивон Уильямс) и Макс Бринли (Скайлер Джизондо) едут посреди ночи в северную часть штата Нью-Йорк, чтобы посетить летний лагерь «Хэкеттс Куори», куда их наняли в качестве вожатых. Их машина едва не сталкивается с неизвестным существом, в результате чего оба съезжают с дороги и разбиваются. Пока Макс чинит машину, Лора исследует близлежащий лес и слышит голоса, зовущие человека по имени Сайлас. В панике она убегает и возвращается к Максу; шериф местного округа Трэвис Хэкетт (Тед Рэйми) находит их машину и начинает подозревать, в чём дело. Трэвис приказывает Лоре и Максу остановиться на ночь в мотеле возле карьера Хэккета, но те пренебрегают его приказом и едут в лагерь. В нём они находят кого-то в подвале и пытаются помочь, но в процессе Макс оказывается укушенным. Трэвис приезжает в лагерь, усыпляет Лору и стреляет в существо, ранившее Макса.
Два месяца спустя семь вожатых лагеря — Эбигейл Блиг (Ариэль Уинтер), Дилан Линайви (Майлз Роббинс), Эмма Маунтибэнк (Хелстон Сейдж), Джейкоб Кастос (Зак Тинкер), Кейтлин Ка (Бренда Сонг), Ник Фурцилло (Эван Эвагора) и Райан Эрзалер (Джастис Смит) — готовятся покинуть «Хэкеттс Куори», но оказываются в затруднительном положении потому, что их автомобиль был повреждён. Владелец лагеря Крис Хэкетт (Дэвид Аркетт) просит их запереться в домике и уезжает, сказав, что попробует найти помощь. Группа решает вместо этого устроить вечеринку у костра и поиграть в игру «Правду или действие» в ночное время. В рамках игры некоторые вожатые целуют друг друга. Райан решается спросить «Правда или действие» у Дилана или Кейтлин; Эмма решает — поцеловать Джейкоба, своего бывшего парня, или Ника, любовный интерес Эбигейл. Эмма выбирает Ника, в результате чего Эбигейл и Джейкоб убегают в лес, ревнуя. Эмма бежит за Джейкобом, а Ник — за Эбигейл.
На протяжении всей ночи две фигуры по имени Джедидайя (Лэнс Хенриксен) и Бобби (Итан Сапли) преследуют и охотятся за вожатыми. Эмма находит Джейкоба, сидящего и плачущего у озера Хэкеттс-Куорри. Чтобы успокоить его, она приглашает его искупаться, на что он соглашается. Эбигейл и Ник находят друг друга в лесу, где неизвестное существо кусает Ника, и Эбигейл бежит к остальным, крича о помощи. Джейкоб слышит её крики и бежит в лес, чтобы спасти, оставив Эмму на острове посреди озера. Дилан, Кейтлин и Райан находят Эбигейл и соглашаются спасти Ника. Они отводят его в домик лагеря, чтобы он пришёл в себя. Дилан и Райан обращаются к системе оповещения лагеря, чтобы вызвать помощь извне, после чего они, Эбигейл, Кейтлин и Ник укрываются в домике у бассейна. Состояние Ника начинает ухудшаться, и кульминацией становится его превращение в оборотня. Преображённый, он силой покидает домик.
Лора входит в раздевалку бассейна и встречается с Диланом, Кейтлин и Райаном. Она рассказывает им, что Тревис Хэкетт держал её и Макса в заточении два месяца, в течение которых они узнали о проклятии оборотней, передающемся через укусы. Лора также рассказывает, что Крис Хэкетт, брат Трэвиса, проклят и превращается в оборотня каждое полнолуние, и что именно он ответственен за то, что Ник и Макс тоже превратились в оборотней. Она хочет убить Криса Хэкетта, что освободит всех остальных от проклятия; Лора просит Райана помочь в выполнении задания. Хотя поначалу он отказывается, он соглашается пойти с ней.
В доме Хэкеттов, расположенном дальше в лесу, матриарх Констанс (Лин Шэй) ругает Тревиса за то, что он не смог защитить членов их семьи: трое из них, включая Криса, превратились в оборотня. Выясняется, что Джедедия — патриарх семьи, а Бобби, Крис и Тревис — их трое сыновей. Во время поездки в резиденцию Лора разговаривает с Райаном об укусе, который она получила от Макса, и они узнают больше об истории семьи Хэккет. Они подслушивают разговор между Констанс и Трэвисом — Хэккеты застают их на месте преступления, и начинается драка. Во время драки Крис нападает на членов своей семьи, Лору и Райана, а Лора превращается в оборотня.
После драки Тревис может открыть Лоре, что проклятие не закончилось со смертью Криса. Он объясняет, что его прародителем является мальчик-волк по имени Сайлас Ворез: сын предсказательницы Элизы, которая каждую главу направляет выбор игрока с помощью гаданий на картах таро. Шесть лет назад они путешествовали возле «Хэкеттс Куори» в рамках шоу уродов. Племянница и племянник Тревиса пытались освободить Сайласа, поджигая шоу. Их укусили, и они передали проклятие Крису. Лора, Райан и Тревис могут поехать на место, на котором два месяца назад разбились Лора и Макс, чтобы убить Сайласа и окончательно снять проклятие; власти прибывают в летний лагерь с наступлением утра. Выбор игрока, действия в событиях с быстрым временем и бдительность в поиске улик и подсказок определяют восприятие обществом смертей, произошедших в «Хэкеттс Куори».

## Разработка
The Quarry разрабатывается британской компанией Supermassive Games. Она задумывалась как духовный преёмник игры Until Dawn (2015). The Quarry в значительной степени вдохновлена подростковыми слэшерами и фильмами про чудовищ, и придерживается установленных тропов фильмов ужасов более строго, чем The Dark Pictures Anthology, другая хоррор-франшиза Supermassive. 20 февраля 2022 года Supermassive Games зарегистрировала торговую марку The Quarry, так VGC подтвердили эту информацию, предполагалось, что The Quarry будет издавать издатель 2K. Творческий директор Уилл Байлз добавил, что, хотя действие игры происходит в современное время, «в обстановке и персонажах чувствуется влияние 80-х годов», указав в качестве основных источников вдохновения такие фильмы, как «Спящий лагерь» и «Пятница 13-е». Местные жители, живущие возле «Хэкеттс Куори», имеют более «ретро» характер, и на команду повлияли такие фильмы, как «У холмов есть глаза», «Техасская резня бензопилой» и «Избавление». Supermassive также была вдохновлена «Зловещими мертвецами» и «Нечто». Команда хотела, чтобы в игре были представлены тропы из фильмов ужасов разных эпох, и Байлз сравнил игру с тематическим парком ужасов. Чтобы передать ощущения от классических фильмов ужасов, Supermassive наняла большой актёрский состав и несколько главных героев жанра для изображения персонажей игры, а также сотрудничала с производственной компанией Digital Domain из Лос-Анджелеса в создании технологии захвата движения в игре. В состав актёрского ансамбля игры вошли Дэвид Аркетт, Шивон Уильямс, Лин Шэй, Лэнс Хенриксен, Грейс Забриски, Тед Рэйми, Ариэль Уинтер, Итан Сапли, Майлз Роббинс, Хелстон Сейдж, Зак Тинкер, Бренда Сонг, Скайлер Джизондо, Эван Эвагора и Джастис Смит. Хотя игра отдаёт дань уважения различным фильмам ужасов, команда извлекла уроки из своего опыта создания Until Dawn, что позволило команде нагнетать страх игроков за счёт создания напряжения, а не полагаться в значительной степени на прыжки. По словам Байлза, команда написала более 1000 страниц для сценария игры, и игра имеет в общей сложности 186 различных концовок.
Хотя Until Dawn была разработана для одиночного прохождения, команда обнаружила, что игрокам нравится играть в игру небольшими группами, и признала, что Until Dawn была популярной игрой, которую люди просто смотрели. Поэтому в игре появился режим «Кино» и были расширены возможности многопользовательской игры, представленные в предыдущих играх Supermassive, таких как Hidden Agenda и The Dark Pictures Anthology, чтобы привлечь людей, которые хотели бы просто посмотреть игру. Опции доступности также были разработаны для того, чтобы удовлетворить более казуальных геймеров, которые, возможно, не имеют опыта в играх. По сравнению с The Dark Pictures Anthology, The Quarry была рассчитана на более широкую аудиторию и меньше внимания уделяла игровому процессу.
Издатель 2K Games и Supermassive официально представили игру 18 марта 2022 года. Игра вышла для Microsoft Windows, PlayStation 4, PlayStation 5, Xbox One и Xbox Series X и Series S 10 июня 2022 года. Игроки, купившие Deluxe-версию игры, разблокируют опцию «Кровожадный» в режиме «Кино», которая отличается более жестокими образами по сравнению с обычным режимом «Кино». Они также получат дополнительные наряды для персонажей, мгновенный доступ к функции «Перемотка смерти» и пакет визуальных фильтров Horror History, который позволяет игрокам изменить эстетику игры, выбрав один из трёх визуальных фильтров, вдохновлённых фильмами ужасов разных эпох и различными стилями создания фильмов ужасов.
По данным Axios, изначально The Quarry разрабатывалась как эксклюзив Google Stadia.

## Реакция
| Сводный рейтинг       | Сводный рейтинг |
| Агрегатор             | Оценка          |
| --------------------- | --------------- |
| Metacritic            | (PC) 79/100     |
| OpenCritic            | 79/100          |
| «Критиканство»        | 80/100          |
| Иноязычные издания    |                 |
| Издание               | Оценка          |
| Destructoid           | 8,5/10          |
| Game Informer         | 8,5/10          |
| GameRevolution        | 8,5/10          |
| GameSpot              | 9/10            |
| GamesRadar+           | [ 12 ]          |
| Hardcore Gamer        | 3,5/5           |
| IGN                   | 7/10            |
| PC Gamer (US)         | 70/100          |
| Shacknews             | 9/10            |
| The Guardian          | [ 17 ]          |
| VG247                 | [ 18 ]          |
| Русскоязычные издания |                 |
| Издание               | Оценка          |
| Riot Pixels           | 67/100          |
| StopGame.ru           | Похвально       |

The Quarry получила в основном положительные отзывы.

### Российская пресса
StopGame.ru похвалила игру за интригующую историю, симпатичных персонажей, красивую графику и традиционное для игр студии разнообразие концовок в зависимости от принятых решений.

## Награды и номинации
| Год  | Награда                                       | Номинация                                          | Результат | Прим.  |
| ---- | --------------------------------------------- | -------------------------------------------------- | --------- | ------ |
| 2022 | Golden Joystick Awards                        | Лучший актёр (Тед Рэйми)                           | Номинация | [ 22 ] |
| 2022 | The Game Awards                               | Инновации в области доступности                    | Номинация | [ 23 ] |
| 2023 | Visual Effects Society Awards                 | Выдающиеся визуальные эффекты                      | Номинация | [ 24 ] |
| 2023 | New York Game Awards                          | Лучшая актёрская игра в видеоигре (Джастис Смит)   | Номинация | [ 25 ] |
| 2023 | New York Game Awards                          | Лучшая актёрская игра в видеоигре (Грейс Забриски) | Номинация | [ 25 ] |
| 2023 | GLAAD Media Awards                            | Выдающаяся видеоигра                               | Номинация | [ 26 ] |
| 2023 | Премия Британской Академии в области видеоигр | Актриса ведущей роли (Шивон Уильямс)               | Номинация | [ 27 ] |